# 애너 카렌
애너 카렌(Anna Karen, 본명: Ann Harrison McCall, 1936년 9월 19일~2022년 2월 22일)은 영국의 배우, 영화배우이다.
남아프리카 공화국 더반에서 태어났다. 2022년 2월 22일 영국 이스트 런던 일퍼드의 자택에서 발생한 화재로 사망했다.

## 출연

### 영화
- 노 리즌스(2016년)
- 뷰티풀 씽(1996년)
- 이스트엔더스(1985년)
- 더 빌(1984년)
- 홀리데이 온 더 버시즈(1973년)
- 뮤티니 온 더 버시즈(1972년)
- 온 더 버시즈(1971년)
- 닥터 웰비(1969년)
- 캠핑 소동(1969년)
- 불쌍한 암소(1967년)